# Neocrassana alayoi
Neocrassana alayoi är en insektsart som beskrevs av Hidalgo-gato 2000. Neocrassana alayoi ingår i släktet Neocrassana och familjen dvärgstritar. Inga underarter finns listade i Catalogue of Life.